# Crassula fusca
Crassula fusca (лат.) – вид суккулентных растений рода Толстянка (Crassula) семейства Толстянковые (Crassulaceae), естественно произрастающий на территории Намибии и Капской провинции Южно-Африканской Республики.

## Название
Родовое латинское название Crassula произошло от латинского слова crassus, что означает «толстый», в связи с наличием сочных листьев у представителей рода.
Видовой латинский эпитет fusca происходит от лат. fuscus — «коричневый», или «тёмно-коричневый».

## Описание

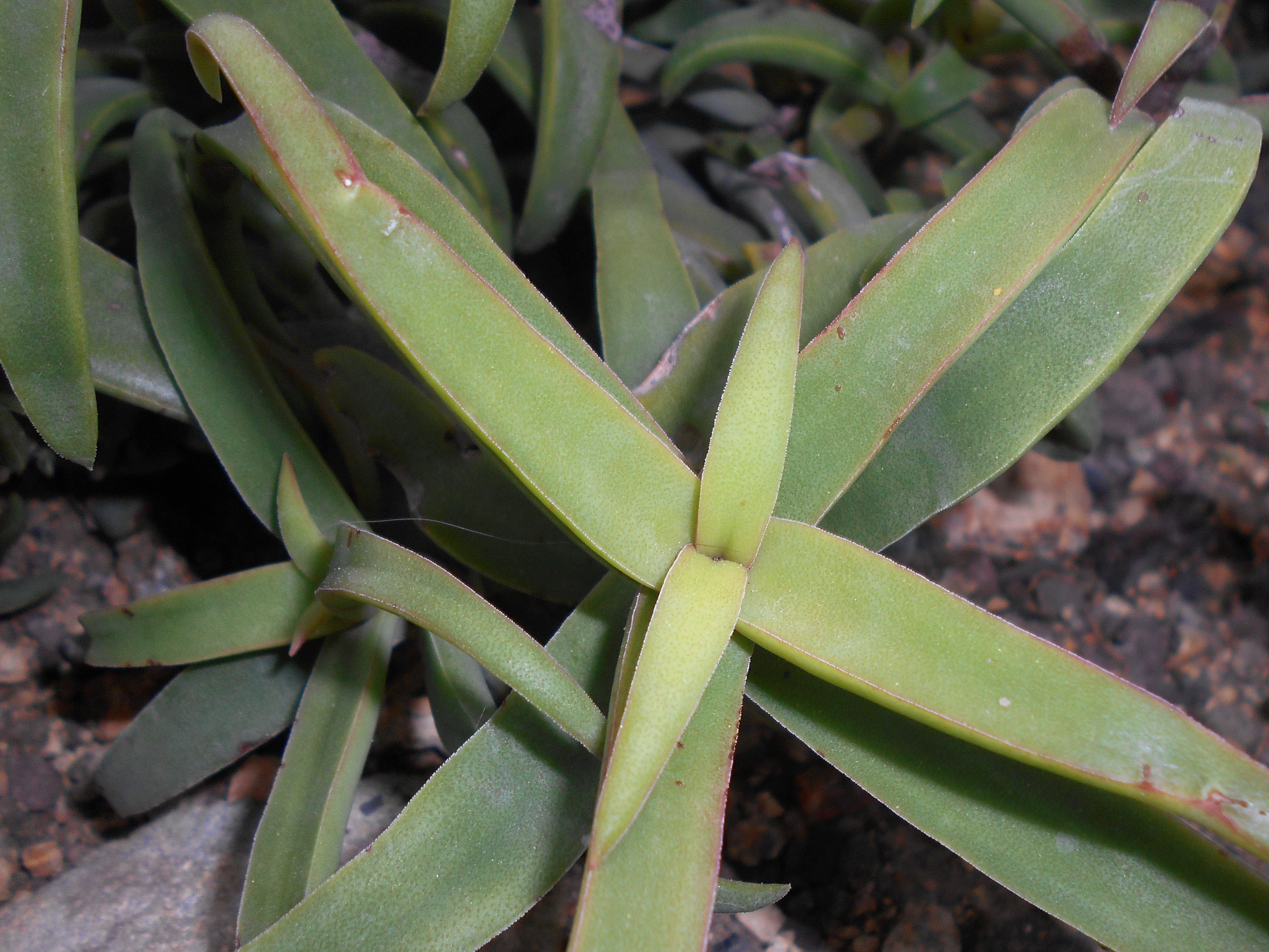
В ботаническом саду Берлина

Многолетний, маловетвистый кустарник высотой до 0,4 м. Листья ланцетные, редко яйцевидные или линейно-ланцетные, 40–90 мм x 8–15 мм, обычно острые, часто засыхающие на вершине, сверху вогнутые до почти плоских, снизу выпуклые; в молодом возрасте зубчатые, позже гладкие, обычно коричневатые.
Соцветие округлое с сидячими цветками; цветонос длиной 10–30 мм. Чашечка: доли ланцетные, 2–3 мм длиной, голые или иногда с широко расставленными заостренными краевыми зубцами, мясистые, коричневые. Венчик трубчатый, сросшийся в основании, белый или кремовый. Тычинки с черными пыльниками. Чешуйки продолговатые, 0,6—0,8 х 0,3—0,4 мм, почти усеченные, постепенно сужающиеся к основанию, мясистые, желтые. Время цветения: ноябрь – декабрь.
Цитология: 2n =14.

## Распространение

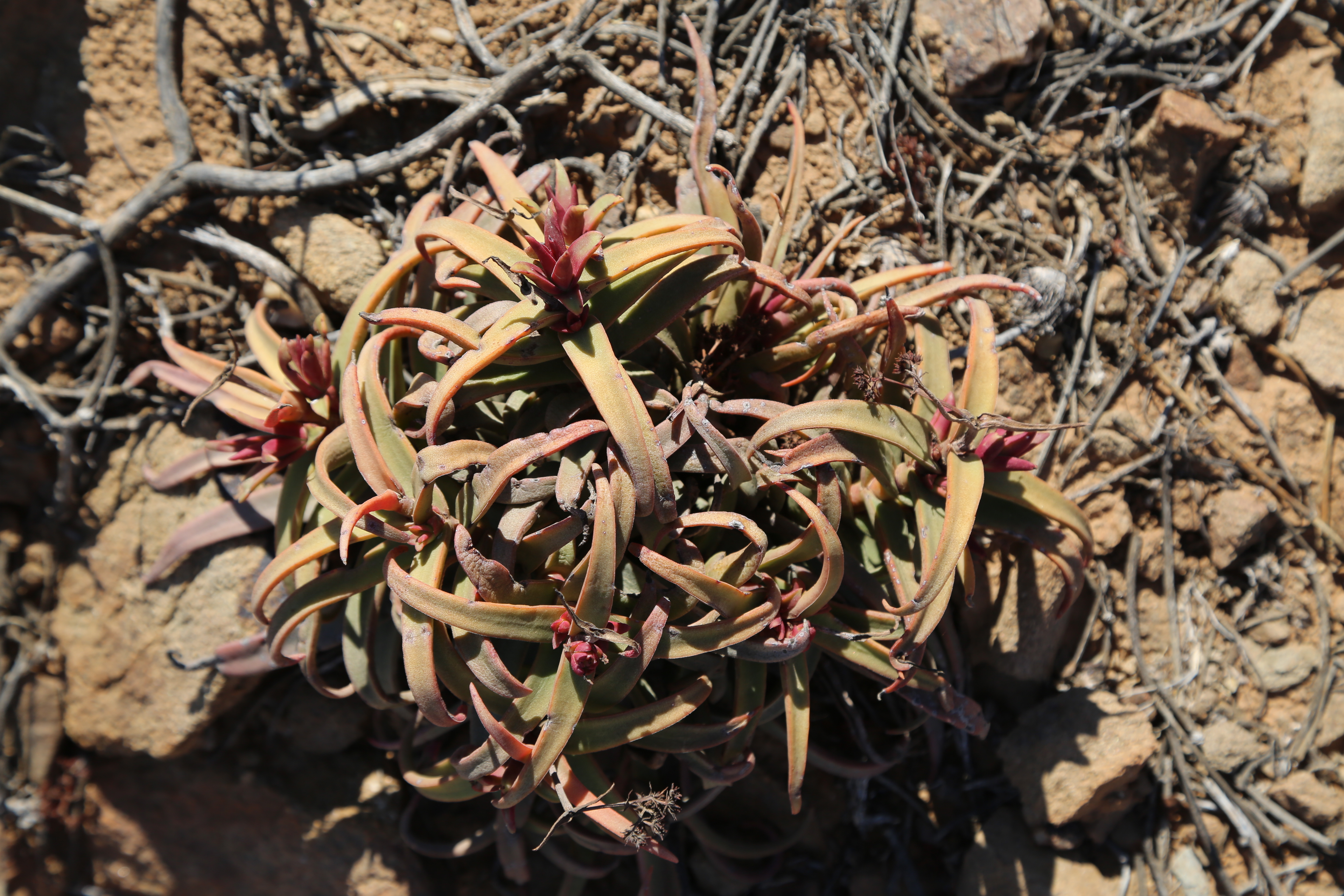
В естественной среде обитания, Трансграничный парк Аи-Аис-Рихтерсвелд

Crassula fusca распространена от северного мыса Южной Африки до южной Намибии. Обычно её можно встретить в расщелинах скал, на защищенных южных склонах или в долинах.
Молодые растения начинают с яйцевидных листьев, но постепенно они сужаются, принимая форму типичных ланцетных листьев.

## Таксономия
Crassula fusca Herre, первое упоминание в J. S. African Bot. 19: 145 (1953).

## Выращивание
Вероятно, является одним из наиболее неприхотливых видов крассул в уходе. Оно требует минимального полива и предпочитает условия полутени.